# Liste der römischen Heermeister
Die Liste der römischen Heermeister enthält alle namentlich bekannten Heermeister (magistri militum) der Spätantike.
Das Amt wurde von Konstantin dem Großen (306–337) eingeführt und bestand bis unter Kaiser Herakleios (610–641). Es war eines der wichtigsten römischen Ämter, dessen Inhaber besonders seit dem Ende des 4. Jahrhunderts einen kaum zu überschätzenden Einfluss auf die Reichspolitik nahmen, da sie mit dem ihnen unterstehenden Heer ein mächtiges Druckmittel in der Hand hatten.
Aus der Zeit Konstantins des Großen sind noch keine Heermeister namentlich bekannt. Die ersten magistri militum begegnen erst unter dessen Söhnen Constans (337–350) und Constantius II. (337–361). Zunächst scheint es nur zwei Heermeister gegeben zu haben: Den magister equitum, den Befehlshaber der Reiterei, und den magister peditum, den Heermeister der Infanterie. Constantius II. erweiterte das Kollegium nach und nach um neue magistri militum, die bestimmte Sprengel zugeteilt bekamen. Der erste dieser „Sprengelgeneräle“ war wohl ab etwa 350/351 Ursicinus, der als magister equitum per Orientem die Verbände im Osten des Reiches befehligte. Marcellus war dann der erste magister equitum per Gallias und Lucillianus scheint der erste Heermeister für Illyrien (magister equitum per Illyricum) gewesen zu sein. Am Ende der Herrschaftszeit des Constantius gab es also fünf Heermeisterstellen, die gleichzeitig besetzt werden konnten.

## 4. Jahrhundert
| Heermeister                                                                                                   | Genauer Rang                                                         | Amtszeit                      | Anmerkungen                                                                                   | Literaturverweise                                                          |
| Constans (337–350)                                                                                            | Constans (337–350)                                                   | Constans (337–350)            | Constans (337–350)                                                                            | Constans (337–350)                                                         |
| --- | -------------------------------------------------------------------- | ----------------------------- | --------------------------------------------------------------------------------------------- | -------------------------------------------------------------------------- |
| Flavius Salia                                                                                                 | magister peditum                                                     | 344–348                       | Konsul 348                                                                                    | Demandt, Sp. 562; PLRE I 1112                                              |
| Vetranio | magister peditum                                                     | bis 350                       |                                                                                               | Demandt 562f.                                                              |
| Constantius II. (337–361)                                                                                     |                                                                      |                               |                                                                                               |                                                                            |
| Hermogenes | magister equitum                                                     | ?–342                         | 342 bei einem Aufstand getötet                                                                | Demandt 564                                                                |
| Sallustius Bonosus                                                                                            | magister peditum, magister equitum                                   |                               | Konsul 344                                                                                    | Demandt 564f.                                                              |
| Eusebius | magister equitum et peditum                                          | ?–vor 353                     | Konsul 347                                                                                    | Demandt 365; PLRE I 307f.; RE VI,1, 1366 (Seeck)                           |
| Arbitio | magister equitum                                                     | 351/54–362                    | Konsul 355                                                                                    | Demandt 567; 581f.; PLRE I 94f.; RE II,1 412 (Seeck)                       |
| Silvanus | magister peditum                                                     | ?–355                         | nach einer Usurpation in Köln getötet                                                         | Demandt 567f.; RE III A,1 125f. (Seeck)                                    |
| Barbatio | magister peditum                                                     | ?–359                         | 359 hingerichtet                                                                              | Demandt 568f.; PLRE I 146f.; RE III,1 1f. (Seeck)                          |
| Agilo | magister peditum                                                     | 359–362                       | von Julian übernommen                                                                         | Demandt 581; PLRE I 28f.; RE I,1 809 (Seeck)                               |
| Ursicinus | magister equitum per Orientem                                        | ca. 350–359; 359–360          |                                                                                               | Demandt 569ff.; RE IX A,1 1058ff. (Lippold)                                |
| Lucillianus                                                                                                   | magister equitum per Illyricum                                       | 359–361                       | von Julian abgesetzt                                                                          | Demandt 570f.; 575f.                                                       |
| Sabinianus | magister equitum per Orientem                                        | 359–?                         |                                                                                               | Demandt 572f.                                                              |
| Marcellus | magister equitum per Gallias                                         | 355–Winter 356/357            |                                                                                               | Demandt 573f.; RE XIV,2 1491 (Enßlin)                                      |
| Severus | magister equitum per Gallias                                         | 356/357–nach 358              |                                                                                               | Demandt, Sp. 574; PLRE I 832 s. v. Severus 8                               |
| Lupicinus | magister equitum per Gallias                                         | 358/9–360/1                   | von Julian abgesetzt                                                                          | Demandt, Sp. 574f.                                                         |
| Gomoarius | magister equitum per Gallias                                         | 360/1–361                     | von Julian abgesetzt                                                                          | Demandt, Sp. 575                                                           |
| Magnentius (Usurpator, 350–353)                                                                               |                                                                      |                               |                                                                                               |                                                                            |
| Gaiso | magister equitum                                                     | 350–351                       | vermutlich bei Mursa gefallen                                                                 | Demandt, Sp. 563                                                           |
| Romulus | magister peditum                                                     | 350–353?                      |                                                                                               | Demandt, Sp. 563f.                                                         |
| Julian (360–363)                                                                                              |                                                                      |                               |                                                                                               |                                                                            |
| übernahm zunächst Arbitio und Agilo                                                                           |                                                                      |                               |                                                                                               |                                                                            |
| Nevitta | magister equitum per Gallias (nominell)                              | 361–363                       | Konsul 362                                                                                    | Demandt 580; PLRE I 626f.                                                  |
| Iovinus | magister equitum per Illyricum et per Gallias                        | 361–Ende 369                  | Konsul 367                                                                                    | Demandt 580ff.; 588–90                                                     |
| Hormisdas | magister equitum                                                     | 362–363                       |                                                                                               | Demandt 581                                                                |
| Victor | magister peditum praesentalis                                        | 362–379                       |                                                                                               | Demandt, Sp. 582, 712 f.; RE:Victor 9 (Enßlin)                             |
| Arinthaeus | magister peditum                                                     | 362–364                       |                                                                                               | Demandt 583; RE II,1, 831 f. (Seeck)                                       |
| Jovian (363–364)                                                                                              |                                                                      |                               |                                                                                               |                                                                            |
| übernahm Iovinus, Victor und Arintheus                                                                        |                                                                      |                               |                                                                                               |                                                                            |
| Lucillianus                                                                                                   | magister equitum (?)                                                 | 363                           | bereits mag. mil. unter Constantius (s. o.), nun erneut eingesetzt                            | Demandt 585                                                                |
| Lupicinus | magister equitum per Orientem                                        | 363–364                       | bereits mag. mil. unter Constantius (s. o.), nun erneut eingesetzt                            | Demandt 585f.                                                              |
| Dagalaifus | magister equitum (?)                                                 | 363–366                       | vmtl. Nachfolger des Lucillianus; Konsul 366                                                  | Demandt 585f.; PLRE I 239                                                  |
| Ianuarius (?)                                                                                                 | magister militum oder comes rei militaris                            | 363–364                       |                                                                                               | PLRE I 1113                                                                |
| Valentinian I. (364–375)                                                                                      |                                                                      |                               |                                                                                               |                                                                            |
| übernahm Iovinus (bis 369); Dagalaifus (bis 366)                                                              |                                                                      |                               |                                                                                               |                                                                            |
| Equitius | magister militum per Illyricum                                       | 365–375                       | Konsul 374                                                                                    | Demandt, Sp. 588f.; PLRE I 1113                                            |
| Severus | magister peditum praesentalis                                        | 367–372                       |                                                                                               | PLRE I 833 s. v. Severus 10                                                |
| Theodosius | magister equitum per Gallias                                         | Ende 369–375                  |                                                                                               | Demandt 590f.                                                              |
| Valens (364–378)                                                                                              |                                                                      |                               |                                                                                               |                                                                            |
| übernahm Victor (bis ca. 379), Arinthaeus (bis 378)                                                           |                                                                      |                               |                                                                                               |                                                                            |
| Lupicinus | magister militum per Orientem                                        | 364–367                       |                                                                                               | PLRE I 1113                                                                |
| Iulius | magister militum per Orientem                                        | ca. 371–ca. 379               |                                                                                               | Demandt Sp. 710 f. (zum Ende); RE:Iulius 7 (Seeck)                         |
| Saturninus | magister militum per Thracias                                        | 377–378                       |                                                                                               | PLRE I 1113                                                                |
| Traianus | magister peditum per Thracias                                        | 377–378                       |                                                                                               | RE:Traianus 2 (Enßlin); PLRE I 1113                                        |
| Sebastianus                                                                                                   | magister peditum                                                     | –378                          | bei Adrianopel gefallen                                                                       | PLRE I 1114                                                                |
| Profuturus |                                                                      |                               |                                                                                               |                                                                            |
| Gratian (375–383)                                                                                             |                                                                      |                               |                                                                                               |                                                                            |
| Merobaudes | magister militum praesentalis                                        | 375–                          |                                                                                               | PLRE I                                                                     |
| Vitalianus | magister militum per Illyricum                                       | Winter 380/381                | vielleicht auch nur comes (nach Demandt und PLRE, Enßlin hält ihn für einen magister militum) | RE:Vitalianus 1 (Enßlin); Demandt, Sp. Sp. 602 f., 605, 716; PLRE I 969 f. |
| Sapor |                                                                      |                               |                                                                                               | Demandt, Sp. 599f.                                                         |
| Bauto | magister equitum                                                     | 380–vor 388                   | Konsul 385                                                                                    | Demandt, Sp. 600f.; RE III,1, 176 (Seeck); PLRE I 159f.; Enßlin 132f.      |
| Valentinian II. (375–392)                                                                                     |                                                                      |                               |                                                                                               |                                                                            |
| Rumoridus |                                                                      | 384                           |                                                                                               | PLRE I 1114                                                                |
| Arbogast | magister utriusque militae                                           | 385/8–394                     | mächtiger Heermeister, überschattete Valentinian II.                                          |                                                                            |
| Charietto | magister militum per Gallias                                         | 389/390                       |                                                                                               | III,2, S. 2139 (Seeck); PLRE I 200                                         |
| Domninos (?) bzw. Syrus                                                                                       | magister peditum                                                     | 389/390                       | laut einer Spekulation Demandts                                                               | Demandt Sp. 610 f.                                                         |
| Theodosius I. (379–395)                                                                                       |                                                                      |                               |                                                                                               |                                                                            |
| übernahm zunächst Victor als magister militum praesentalis sowie wohl Sapor als magister militum per Orientem |                                                                      |                               |                                                                                               |                                                                            |
| Maiorianus | magister militum per Illyricum                                       | 379–380                       |                                                                                               | Demandt, Sp. 716; RE XIV,1 589f. (Enßlin); PLRE I 537                      |
| Modares | magister militum praesentalis (?)                                    | 380–382                       |                                                                                               | RE XV,2 2315 (Enßlin); PLRE I, 605                                         |
| Butherich | magister militum per Illyricum                                       | –390                          |                                                                                               | Demandt, Sp. 717                                                           |
| Richomer | zunächst magister militum per Orientem, dann vermutlich praesentalis | 383; 388–393                  |                                                                                               | PLRE I 765 f.; Demandt Sp. 718 f.; RE:Richomeres 1 (Seeck)                 |
| Ellebichus (auch Hellebichos)                                                                                 | magister militum per Orientem                                        | spätestens 383–mindestens 388 |                                                                                               | Demandt Sp. 711                                                            |
| Timasius | magister militum praesentalis                                        | ca. 383–396                   | Konsul 389                                                                                    | RE:Timasius 1 (Enßlin); Demandt Sp. 727 f.                                 |
| Promotus | magister peditum praesentalis                                        | ca. 383–391                   | Konsul 389                                                                                    | Demandt Sp. 714 f.                                                         |
| Saturninus |                                                                      | vor 392–ca. 394               |                                                                                               | Demandt Sp. 717 f., laut PLRE jedoch 382–383                               |
| Moderatus (?)                                                                                                 | magister militum per Orientem                                        | 392                           | spekulativ                                                                                    | Demandt Sp. 711                                                            |
| Abundantius                                                                                                   | magister militum per Illyricum                                       | 392–395                       | Konsul 393                                                                                    | RE I,1, 126 (Seeck); PLRE I 4f.; Demandt, Sp. 717                          |
| Addaeus | magister militum per Orientem                                        | 393–396                       |                                                                                               | Demandt Sp. 711 f., RE:Addaios 2 (Seeck)                                   |
| Gildo | magister militum per Africam                                         | 393–398                       | das Amt des magister militum per Africam wurde extra für Gildo geschaffen                     | Demandt, Sp. 719; RE:Gildo (Seeck)                                         |
| Stilicho | magister militum praesentalis                                        | 392/3 (?)–408                 | mächtiger Heermeister                                                                         | PLRE I                                                                     |
| Magnus Maximus (Usurpator, 383–388)                                                                           |                                                                      |                               |                                                                                               |                                                                            |
| Andragathius                                                                                                  | magister equitum                                                     | 383 (?)–388                   |                                                                                               | RE:Andragathius 1 (Seeck); Demandt 606                                     |
| Nannienus | ?                                                                    | 387 (?)–388                   |                                                                                               | PLRE I 615 f.                                                              |
| Quintinus | ?                                                                    | 388                           |                                                                                               | PLRE I 1114                                                                |
| Heermeister                                                                                                   | Genauer Rang                                                         | Amtszeit                      | Anmerkungen                                                                                   | Literaturverweise                                                          |

## Westrom 395–476
| Heermeister                                         | Genauer Rang                                                              | Amtszeit           | Anmerkungen                                                                                        | Literaturverweise                                                                |
| Honorius (395–423)                                  | Honorius (395–423)                                                        | Honorius (395–423) | Honorius (395–423)                                                                                 | Honorius (395–423)                                                               |
| --------------------------------------------------- | ------------------------------------------------------------------------- | ------------------ | -------------------------------------------------------------------------------------------------- | -------------------------------------------------------------------------------- |
| Stilicho                                            | magister peditum; magister utriusque militiae                             | ca. 391–408        | Konsul 400, 405; mächtigster Heermeister im Westreich bis zu seinem Tod 408                        | Demandt Sp. 613ff., 715 f. (zum Beginn); RE:Stilicho (Seeck)                     |
| Iacobus                                             | magister equitum praesentalis                                             | um 401             | | Demandt Sp. 636; RE:Iakobos 2a (Demandt)                                         |
| Vincentius                                          | magister equitum praesentalis                                             | ?–408              | mit Stilicho erschlagen                                                                            | Demandt Sp. 636                                                                  |
| Varanes                                             | magister peditum praesentalis                                             | 408–409            | direkter Nachfolger Stilichos, ging 409 ins Ostreich                                               | Demandt Sp. 628                                                                  |
| Turpilio                                            | magister equitum praesentalis                                             | 408–Frühjahr 409   | | Demandt Sp. 636 f.                                                               |
| Vigilantius                                         | magister equitum                                                          | 408–Frühjahr 409   | | Demandt Sp. 642; RE:Vigilantius 1 (Enßlin); PLRE II, S. 1165                     |
| Generidus                                           | magister militum per Illyricum (im Westteil Illyriens)                    | Winter 408/409–    | | RE:Generidus (Seeck); Demandt Sp. 646f.; Zosimos 5,46,2                          |
| Allobichus                                          | magister equitum per Gallias (laut Demandt)                               | Frühjahr 409–410   | |                                                                                  |
| Valens                                              | magister equitum praesentalis                                             | Frühjahr 409–410?  | | Demandt Sp. 637                                                                  |
| Flavius Constantius                                 | magister peditum praesentalis                                             | 409/410–421        | dominierender Heermeister seit 411, 421 selbst Kaiser                                              | Demandt Sp. 629 ff.                                                              |
| Sarus                                               | magister equitum?                                                         | 410                | | Demandt Sp. 637–639                                                              |
| Ulfilas                                             |                                                                           | 410                | |                                                                                  |
| Asterius                                            | magister peditum praesentalis                                             | 420/422            | | PLRE II 1288 (Fasti)                                                             |
| Crispinus                                           | magister equitum praesentalis                                             | 423                | | PLRE II 1288 (Fasti)                                                             |
| Konstantin III. (Usurpator, 407–411)                |                                                                           |                    | |                                                                                  |
| Edobich                                             |                                                                           | 407–411            | | PLRE II 386; RE:Edobicus (Seeck)                                                 |
| Gerontius                                           |                                                                           |                    | |                                                                                  |
| Priscus Attalus (Usurpator; 409–410)                |                                                                           |                    | |                                                                                  |
| Alarich                                             |                                                                           |                    | |                                                                                  |
| Johannes (Usurpator; 423–425)                       |                                                                           |                    | |                                                                                  |
| Gaudentius                                          | magister militum praesentalis oder magister militum per Gallias           |                    | |                                                                                  |
| Castinus                                            | magister peditum praesentalis                                             | 422/423–425        | | PLRE II 1288 (Fasti)                                                             |
| Valentinian III. (425–455)                          |                                                                           |                    | |                                                                                  |
| Felix                                               | magister peditum praesentalis                                             | 425–430            | | PLRE II 1288 (Fasti)                                                             |
| Cassius                                             | magister militum per Gallias                                              | um 428             | | RE:Cassius 9 (Seeck); Demandt Sp. 662 f., 666; PLRE II S. 269                    |
| Aëtius                                              | zunächst magister militum per Gallias, dann magister militum praesentalis | 429–454            | | Demandt Sp. 652ff., 663–666                                                      |
| Bonifatius                                          | magister peditum praesentalis                                             | 432                | | PLRE II 1288 (Fasti)                                                             |
| Sebastianus                                         | magister peditum praesentalis                                             | 432–433            | | PLRE II 1288 (Fasti)                                                             |
| Litorius                                            | magister militum per Gallias                                              | 436(?)–439         | | Demandt Sp. 666 f.                                                               |
| Sigisvultus                                         | magister militum praesentalis                                             | ca. 437–ca. 449    | Konsul 437                                                                                         | RE:Sigisvultus (Seeck)                                                           |
| Avitus                                              | magister militum per Gallias                                              | 437                | später selbst Kaiser                                                                               |                                                                                  |
| Astyrius                                            |                                                                           | 441–443            | in Hispanien                                                                                       | PLRE II S. 174 f.                                                                |
| Merobaudes                                          |                                                                           | 443                | in Hispanien                                                                                       | PLRE II S. 758                                                                   |
| Vitus                                               | magister utriusque militiae                                               | 446                | | RE:Vitus 1 (Enßlin)                                                              |
| Agrippinus                                          | magister militum per Gallias                                              | 452–457; 461/462   | |                                                                                  |
| Avitus (455–456) und kurz danach (–457)             |                                                                           |                    | |                                                                                  |
| Ricimer                                             | magister militum praesentalis                                             | 456–18. August 472 | | PLRE II 1288 (Fasti)                                                             |
| Remistus                                            | magister militum praesentalis                                             | 455/456            | |                                                                                  |
| Messianus                                           | magister militum praesentalis                                             | 456                | | PLRE II S. 761 f. („doubtless under Avitus“, vermutlich Nachfolger des Remistus) |
| Flavius Iulius Valerius Maiorianus                  | magister equitum praesentalis                                             | 28. Februar 457    | | PLRE II 1288 (Fasti)                                                             |
| Majorian (457–461)                                  |                                                                           |                    | |                                                                                  |
| Aegidius                                            | magister militum per Gallias                                              |                    | |                                                                                  |
| Nepotianus                                          | magister militum praesentalis                                             | 458–461            | |                                                                                  |
| Anthemius (467–472)                                 |                                                                           |                    | |                                                                                  |
| Marcellinus                                         | magister militum praesentalis                                             | 467–468            | |                                                                                  |
| Valila                                              | magister militum praesentalis                                             | 471                | |                                                                                  |
| Bilimer                                             | magister militum per Gallias                                              | 472                | | RE:Bilimer (Seeck)                                                               |
| Letzte Jahre des weströmischen Kaisertums (472–476) |                                                                           |                    | |                                                                                  |
| Gundobad                                            | magister militum praesentalis                                             | 472–473/474        | Beginn unter Olybrius, Kaisermacher des Glycerius, später Burgunderkönig und mag. mil. per Gallias | RE:Gundobadus (Seeck); PLRE II 1288 (Fasti)                                      |
| Ecdicius                                            | magister peditum praesentalis                                             | 474–475            | | PLRE II 1288 (Fasti)                                                             |
| Odoaker                                             |                                                                           |                    | |                                                                                  |
| Orestes                                             | magister peditum praesentalis                                             | 475–476            | | PLRE II 1288 (Fasti)                                                             |
| Heermeister                                         | Genauer Rang                                                              | Amtszeit           | Anmerkungen                                                                                        | Literaturverweise                                                                |

## Ostrom nach 395
| Heermeister              | Genauer Rang                                                                 | Amtszeit                                            | Anmerkungen | Literaturverweise                                           |
| Arcadius (395–408)       | Arcadius (395–408)                                                           | Arcadius (395–408)                                  | Arcadius (395–408) | Arcadius (395–408)                                          |
| ------------------------ | ---------------------------------------------------------------------------- | --------------------------------------------------- | --- | ----------------------------------------------------------- |
| Fravitta                 |                                                                              | 395–40?                                             | |                                                             |
| Iordanes (?)             | magister militum                                                             | ?                                                   | Historizität nicht gesichert; vielleicht unter Arcadius, vielleicht auch identisch mit Flavius Iordanes (unter Leo I., 460er Jahre) | PLRE II 619–620; RE s. v. Iordanes 3 (Demandt)              |
| Theodosius II. (408–450) |                                                                              |                                                     | |                                                             |
| Varanes                  | magister militum praesentalis                                                | 408–mindestens 409                                  | aus dem Westen übernommen, Konsul 410                                                                                               | Demandt Sp. 745                                             |
| Arsakios                 | magister militum praesentalis                                                | 408 (?)–mindestens 409                              | | Demandt Sp. 745, RE:Arsakios 4; PLRE II, S. 152             |
| Constans                 | magister militum per Thracias                                                | 412–?                                               | Konsul 414; wohl erster magister militum für Thrakien                                                                               | Demandt Sp. 744                                             |
| Lupianus                 | magister militum per Orientem                                                | 412                                                 | | Demandt Sp. 740; RE:Lupianus (Seeck); PLRE II 693           |
| Hypatios                 | magister militum per Orientem                                                | 414/415                                             | | Demandt Sp. 740                                             |
| Florentius               | magister militum praesentalis                                                | 415                                                 | | Demandt Sp. 745; Florentius 11; PLRE 2 477                  |
| Sapricius                | magister militum praesentalis                                                | 415                                                 | | Demandt Sp. 745; RE:Sapricius 1 (Seeck); PLRE 2 977         |
| Plintha                  | magister militum praesentalis                                                | vor 418–spätestens 447                              | Konsul 419 | Demandt Sp. 746                                             |
| Maximinus (?)            | magister militum (?) per Orientem                                            | 420                                                 | | RE:Maximinus 11 (Enßlin); Demandt Sp. 740; PLRE II 741      |
| Ardabur                  | magister militum praesentalis                                                | ca. 421–mindestens 427                              | Konsul 427 | Demandt Sp. 747 f.                                          |
| Macedonius               | magister militum per Thracias                                                | 423                                                 | | Demandt Sp. 744; PLRE II 697                                |
| Prokopios                | magister militum per Orientem                                                | 422(?)–424                                          | Vater des Heermeisters und Kaisers Anthemius                                                                                        | RE:Prokopios 8 (Enßlin); Demandt Sp. 740 f.                 |
| Areobindus               | magister militum praesentalis                                                | vor 427–vor 449                                     | Konsul 434 | Demandt Sp. 752 f.; PLRE II 145 f.; RE:Ariovindus 1 (Seeck) |
| Dionysios                | magister militum per Orientem                                                | ca. 428 (?)–431                                     | Konsul 429 | Demandt Sp. 741 f.                                          |
| Aspar                    | magister militum praesentalis                                                | ca. 431–471                                         | Konsul 434 | Demandt S. 748 ff.                                          |
| Johannes                 | magister militum per Thracias                                                | nach 435–441                                        | | Demandt 744 f.; RE:Ioannes 13 (Seeck); PLRE II 597          |
| Anatolius                | magister militum per Orientem, dann magister militum praesentalis            | 437–mindestens 443 (mag. mil. Or.); spätestens 447– | | Demandt Sp. 742, 751 f.                                     |
| Arnegisclus              | magister militum per Thracias                                                | 441(?)–447                                          | | Demandt Sp. 745                                             |
| Theodolus                | magister militum per Thracias                                                | 447–                                                | | Demandt Sp. 745                                             |
| Flavius Zeno             |                                                                              | 447(?)–                                             | Konsul 448 | Demandt Sp. 742 f.                                          |
| Agintheus                | magister militum per Illyricum                                               | 448                                                 | | Demandt Sp. 740; RE:Agintheus (Seeck); PLRE II S. 34        |
| Apollonios               | magister militum praesentalis                                                | um 450                                              | | Demandt Sp. 746 f.; RE:Apollonios 69 (Seeck)                |
| Markian (450–457)        |                                                                              |                                                     | |                                                             |
| Aspar                    | magister militum praesentalis                                                |                                                     | übernommen |                                                             |
| Ardabur Aspar            | magister militum praesentalis                                                |                                                     | Konsul 447 | Demandt, Sp. 749                                            |
| Anthemius                | magister militum praesentalis                                                | 455–467                                             | anschließend weströmischer Kaiser                                                                                                   | Demandt Sp. 776 f.                                          |
| Flavius Zeno             |                                                                              |                                                     | übernommen |                                                             |
| Leo I. (457–474)         |                                                                              |                                                     | |                                                             |
| Rusticius                | magister militum per Thracias                                                | 462/463                                             | Konsul 464 | PLRE II 962–963                                             |
| Basiliskos               | magister militum per Thracias                                                | 464                                                 | Konsul 465, (Gegen-)Kaiser 475/476                                                                                                  |                                                             |
| Iordanes                 |                                                                              |                                                     | Konsul 470 |                                                             |
| Zenon                    | zunächst magister militum per Thracias; später magister militum praesentalis | –469; 471–                                          | späterer Kaiser |                                                             |
| Anagastes                | magister militum per Thracias                                                | 469                                                 | |                                                             |
| Markianos                | magister militum praesentalis                                                | 471                                                 | späterer Gegenkaiser | Demandt Sp. 774 f.                                          |
| Armatus                  | magister militum per Thracias                                                | Beginn der 470er Jahre–                             | später mag. mil. praesentalis und patricius, Konsul 476                                                                             | RE:Armatus (Hartmann)                                       |
| Zenon (474, 476–491)     |                                                                              |                                                     | |                                                             |
| Hunulf                   | magister militum per Illyricum                                               | 470er                                               | später im Westen bei seinem Bruder Odoaker                                                                                          | RE:Onoulf (Nagl)                                            |
| Theoderich Strabo        |                                                                              |                                                     | |                                                             |
| Sabinianus Magnus        | magister militum per Illyricum                                               | –481                                                | |                                                             |
| Trocundes                | magister militum praesentalis                                                | 479–485                                             | |                                                             |
| Theoderich               |                                                                              | 481–                                                | | PLRE II 1077–1084                                           |
| Illus                    | magister militum per Orientem                                                | –483                                                | | RE:Illos (Nagl)                                             |
| Johannes Skytha          | magister militum per Orientem                                                | 483–497 (?)                                         | noch unter Anastasios I. | PLRE II 602 f.                                              |
| Longinus                 | magister militum praesentalis                                                | 485–                                                | |                                                             |
| Anastasios I. (491–518)  |                                                                              |                                                     | |                                                             |
| Theodorus Philoxenus     | magister militum per Thracias                                                | 491–518                                             | Konsul 525 | PLRE II 879–880                                             |
| Patricius                | magister militum praesentalis                                                | 500–518                                             | Konsul 500 | RE:Patrikios 3 (Nagl); PLRE II 840–842                      |
| Areobindus               |                                                                              | 503–512                                             | |                                                             |
| Sabinianus               | magister militum per Illyricum                                               | 505                                                 | |                                                             |
| Heermeister              | Genauer Rang                                                                 | Amtszeit                                            | Anmerkungen | Literaturverweise                                           |

## Weiterverwendung in den germanischenregna
| Heermeister                    | Genauer Rang                  | Amtszeit      | Anmerkungen                               | Literaturverweise       |
| Burgunden                      | Burgunden                     | Burgunden     | Burgunden                                 | Burgunden               |
| ------------------------------ | ----------------------------- | ------------- | ----------------------------------------- | ----------------------- |
| Gundioch                       | magister militum per Gallias  | 463–um 473    | rex der Burgunden und mag. mil.           | RE:Gundiocus (Seeck)    |
| Chilperich I.                  | magister militum per Gallias  | um 473–um 480 | Sohn des Gundioch, rex und mag. mil.      | RE:Chilperich (Demandt) |
| Gundobad                       | magister militum per Gallias  | um 480–       | vorher mag. mil. praesentalis, siehe oben | RE:Gundobadus (Seeck)   |
| Sigismund                      |                               | 501–523/524   |                                           |                         |
| Odoaker (rex Italiae, 476–493) |                               |               |                                           |                         |
| Levila                         | magister equitum praesentalis | ?–491         |                                           | RE:Levila 1 (Enßlin)    |
| Tufa                           |                               | 489–493       |                                           | RE:Tufa (Enßlin)        |
| Heermeister                    | Genauer Rang                  | Amtszeit      | Anmerkungen                               | Literaturverweise       |

## Oströmisches Reich im 6. und 7. Jahrhundert
- Amalafrid
- Hypatius
- Germanus
- Herakleios der Ältere
- Ioannes Tzibos
- Vitalian, magister militum per Thracias 515; 520
- Pompeius, magister militum per Thracias 517/518; magister militum praesentalis unter Justinian I., † 532
- Justinian I., praesentalis 521–527, dann selbst Kaiser
- Ascum
- Johannes, 530er–ca. 550
- Belisar, 527–542
- Baduarius, magister militum (per Thracias) 528
- Godilas, unter Justin und Justinian 528
- Sittas, magister militum per Armeniam et Pontum Polemonicum, 528–530; magister militum praesentalis 530–539
- Mundus, 529–536 (zunächst per Illyricum, dann per Orientem)
- Johannes Troglita, magister militum per Africam 546 ff.
- Liberius, magister militum Spaniae 551
- Justin, magister militum per Armeniam 557–561/2, dann vielleicht magister militum per Illyricum
- Zemarchos, 569–571
- Justinian
- Maurikios, magister militum per Orientem 577–581, später selbst Kaiser
- Johannes Mystakon, magister militum per Armeniam 579–582, magister militum per Orientem 582–583, magister militum per Thracias 587, magister militum per Armeniam 589–591
- Domentiolos, magister militum per Orientem 604–608
- Komentiolos, unter Phokas, 610
- Philippikos, magister militum per Orientem, 584–587, 612–614
- Caesarius, oströmischer Heermeister und patricius (Anfang 7. Jahrhundert)
- Vahan, magister militum per Orientem 636
- Valentinos, magister militum per Orientem 643
- Saborios, entweder noch magister militum per Armeniam oder bereits strategos des Themas Armeniakon, vor 667